# Iveco Eurostar

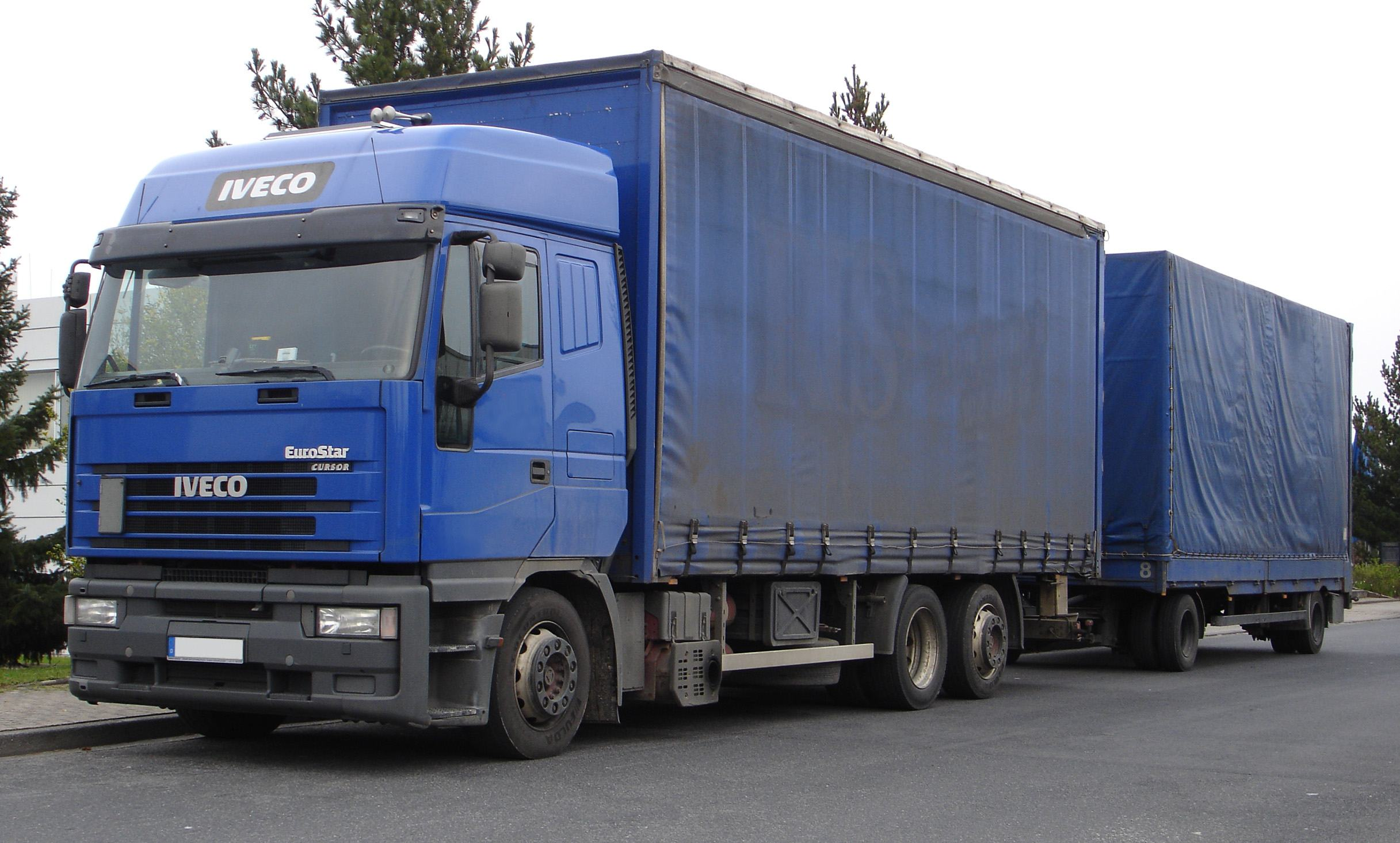
Вантажівка Iveco EuroStar

Iveco EuroStar — важкі вантажівки для перевення вантажів на великі відстані італійської компанії Iveco. Виробництво моделі почалося в 1993 році і тривало до 2002 року. Дизайн кабіни взятий від Iveco Eurocargo і Iveco Eurotech. Автомобілі пропонуються у вигляді шасі або сідлових тягачів з колісною формулою 4x2, 6x2 або 6x4.

## Двигуни
- Iveco 8460, 6-циліндрів, 9495 см3, потужність: 375 к.с. (275 кВт)
- Iveco 8210, 6-циліндрів, 13798 см3, потужність: 420 к.с. (309 кВт)
- Iveco 8210.42S, 6-циліндрів, 13798 см3, потужність: 469 к.с. (345 кВт) (з 1995 року)
- Iveco 8280.42S, V8-циліндрів, 17174 см3, потужність: 514 к.с.
- Cursor 10, 6-циліндрів, 10300 см3, потужність: 400-430 к.с. (294-316 кВт) (з 1998 року)
- Cursor 13, 6-циліндрів, 12.9 л, потужність: 460-480 к.с. (338-353 кВт) (з 1999 року)